# Lacus Aestatis
Lacus Aestatis (łac. Jezioro Lata) – małe morze księżycowe. Jego współrzędne selenograficzne to 15,0° S, 69,0° W, a średnica wynosi 90 km. Nazwa została zatwierdzona przez Międzynarodową Unię Astronomiczną w roku 1970.